# Trękus
Trękus (deutsch Groß Trinkhaus) ist ein Ort in der polnischen Woiwodschaft Ermland-Masuren. Er gehört zur Gmina Purda (Landgemeinde Groß Purden) im Powiat Olsztyński (Kreis Allenstein).

## Geographische Lage
Trękus liegt südlich des Leynauer Sees (1938 bis 1945 Leinauer See, polnisch Jezioro Linowskie) im Westen der Woiwodschaft Ermland-Masuren, zehn Kilometer südöstlich der Kreis- und Woiwodschaftshauptstadt Olsztyn (deutsch Allenstein).

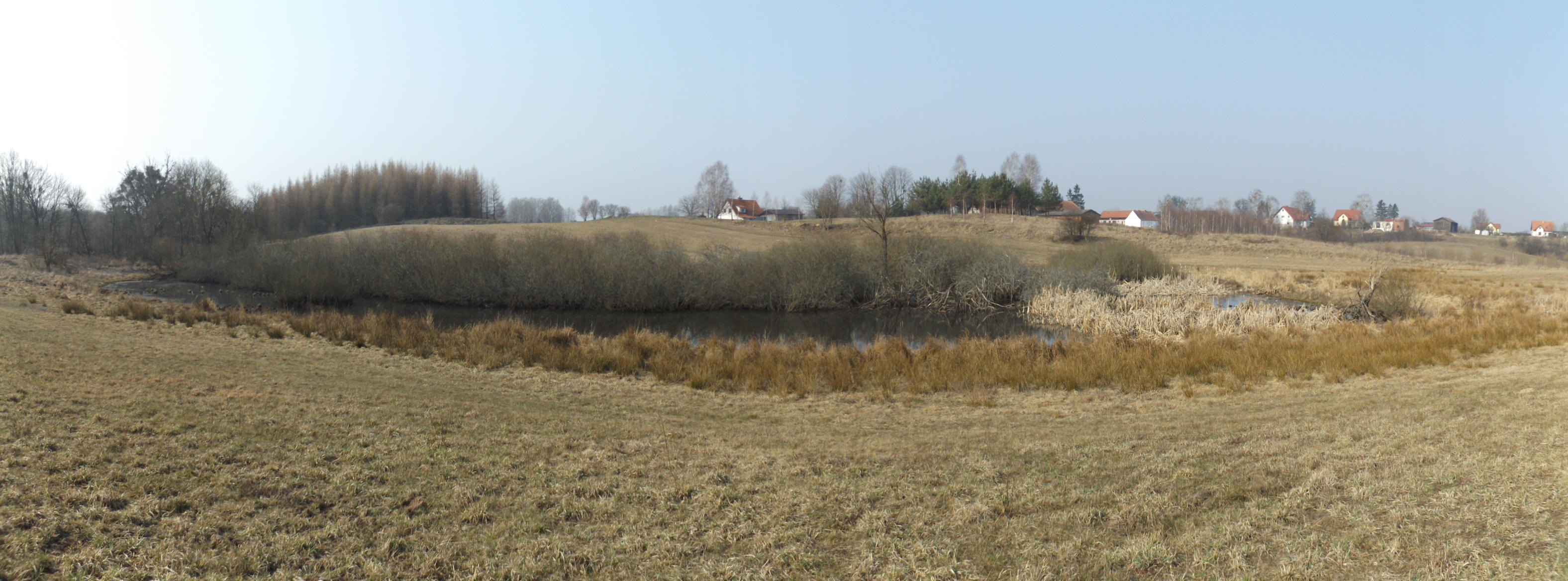
Dorfansicht Trękus

## Geschichte
Das Gründungsjahr von Trynkos – nach 1359 Trinkus, vor 1785 Trinknus und nach 1785 Alt Trinkhaus genannt – ist das Jahr 1359. Am 8. September 1359 nämlich ist das Dorf zusammen mit Kalborno (polnisch Kaborno) und Klein Trinkhaus (Trękusek) als ein Gut durch die Brüder Karyothen gegründet worden. Am 20. September 1473 wurde die Handfeste erneuert, und um 1500 wurde das Gut Trinkus in die Güter Groß (Alt) Trinkhaus, Klein (Neu) Trinkhaus, Wyrandy (polnisch Wirandy) und Kalborno aufgeteilt. Im Jahre 1820 wurden für das „adlige Dorf“ Groß Trinkhaus 18 Feuerstellen bei 99 Einwohnern notiert.
Im Jahre 1874 wurde Groß Trinkhaus ein Ort im Amtsbezirk Klaukendorf (polnisch Klewki) im ostpreußischen Kreis Allenstein. Im Jahre 1889 vergrößerte sich der Gutsbezirk Groß Trinkhaus um den Nachbarort Kolpacken (polnisch Kołpaki), der eingemeindet wurde.
Während bei der Volkszählung am 1. Dezember 1905 in Groß Trinkhaus 238 Einwohner bei 18 Feuerstellen gezählt wurden, waren es im Jahre 1910 noch 220 Einwohner. 1933 registrierte man 268 Einwohner und 1939 noch 263 Einwohner.
1945 kam in Kriegsfolge das gesamte südliche Ostpreußen zu Polen. Groß Trinkhaus erhielt die polnische Namensform „Trękus“ und ist heute eine Ortschaft im Verbund der Landgemeinde Purda (Groß Purden) im Powiat Olsztyński (Kreis Allenstein), zwischen 1975 und 1998 der Woiwodschaft Olsztyn, seither der Woiwodschaft Ermland-Masuren zugehörig.

## Kirche

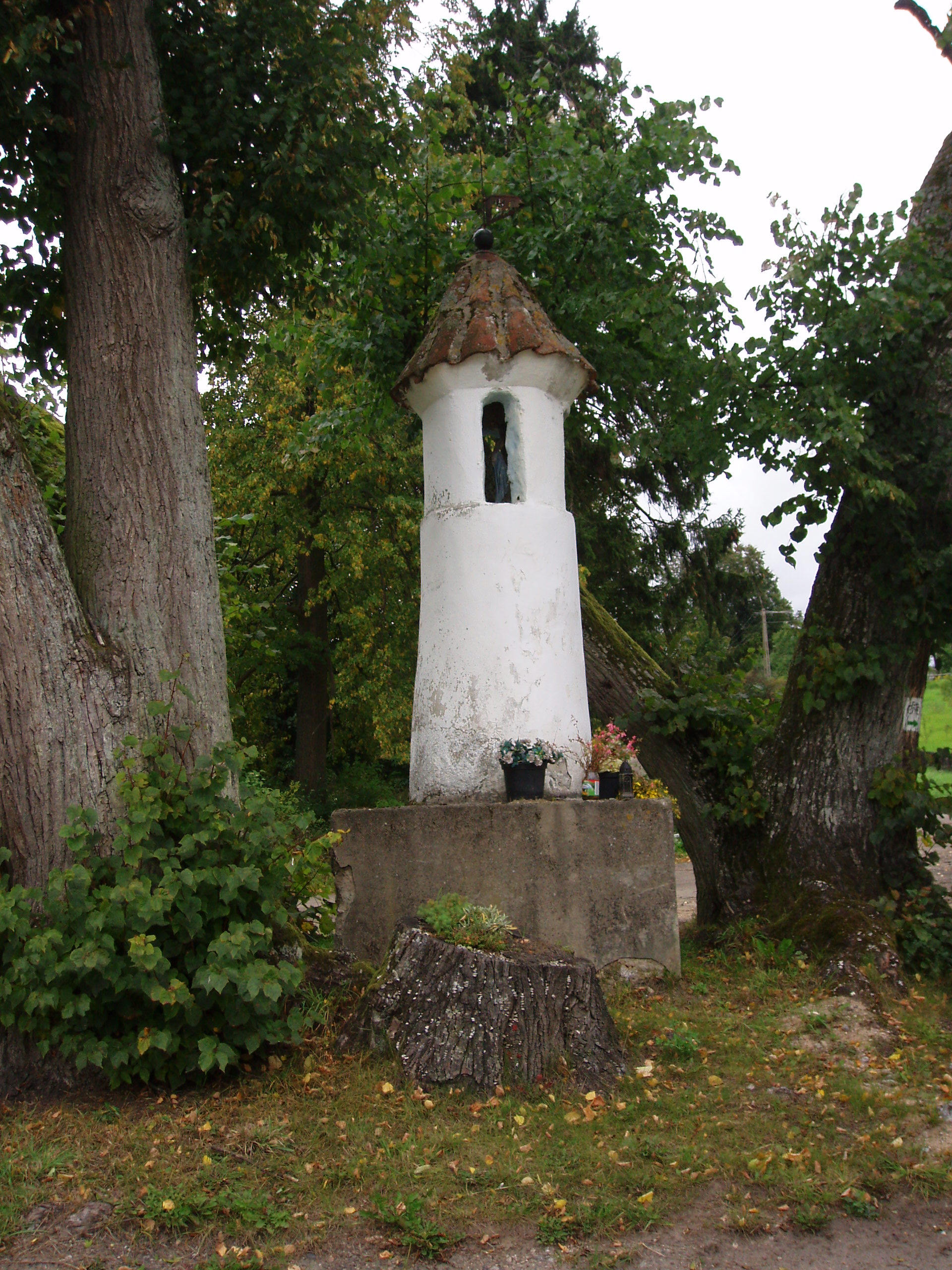
Bildstock im Trękus

Bis 1945 war Groß Trinkhaus in die evangelische Kirche Allenstein in der Kirchenprovinz Ostpreußen der Kirche der Altpreußischen Union, außerdem in die römisch-katholische Kirche Klaukendorf im Bistum Ermland eingepfarrt
Heute gehört Trękus katholischerseits zur St.-Valentins-Kirche in Klewki, jetzt im Erzbistum Ermland gelegen. Evangelischerseits ist Trękus in die Christus-Erlöser-Kirche Olsztyn in der Diözese Masuren der Evangelisch-Augsburgischen Kirche in Polen eingegliedert.

## Verkehr
Trękus ist der Endpunkt einer Nebenstraße, die von Szczęsne (Schönwalde) über Linowo (Leynau, 1928 bis 1945 Leinau) nach hier führt. Eine Bahnanbindung besteht nicht.